# Anne Soupa
Anne Soupa, née Beaugé le 1er avril 1947 à Paris, est une essayiste et journaliste française, personnalité française de la gauche chrétienne.
Militante féministe chrétienne, elle est la cofondatrice, aux côtés de Christine Pedotti, du comité de la jupe et de la conférence catholique des baptisé-e-s francophones.
Après la démission du cardinal Barbarin en 2020, elle dépose symboliquement sa candidature à la charge d'archevêque de Lyon.

## Biographie

### Enfance et formation
Anne Soupa naît dans une famille de militaires. Son père est Henri Beaugé-Bérubé, compagnon de la Libération. De 1947 à 1949, elle vit en Allemagne de l'Ouest, où son père est aide de camp du général Kœnig, gouverneur militaire de la zone d'occupation française en Allemagne. De 1950 à 1960, elle grandit au Maroc, où son père est détaché auprès du gouvernement marocain pour l'administration provinciale. Elle s'installe ensuite à Beauvais puis est scolarisée jusqu'au baccalauréat au lycée Victor-Duruy de Paris. 
Elle entre ensuite à l'Institut d'études politiques de Paris, section service public, dont elle sort diplômée en 1968,. De 1971-1978, elle travaille au service de formation de la compagnie bancaire, et passe une maîtrise en droit privé à l'Université Paris-Nanterre en 1982. Par la suite, elle se forme à l’Institut de pastorale et d’Études religieuses de Lyon au sein de l'Université catholique de Lyon où elle obtient une licence puis une maîtrise en théologie en 1986. Son mémoire porte sur Angèle de Foligno, tertiaire franciscaine du XIIIe siècle. Elle obtient une habilitation doctorale[à définir] en théologie à l’Institut catholique de Paris en 1991,,,,. Elle est mariée à Philippe Soupa et mère de quatre enfants.
Elle entre au Groupe Bayard, dans la presse catholique. Elle écrit d'abord jusqu'en 1997 dans la revue de jeunesse Grain de Soleil, puis rejoint l’équipe du Monde de la Bible. Elle travaille alors aux Éditions du Cerf. Elle est rédactrice en chef de la revue Fêtes & Saisons puis, toujours au service de l’éditeur dominicain, crée le périodique Biblia et en assure la rédaction en chef au long des 85 numéros qui commentent l’ensemble des livres de la Bible en associant commentaires exégétiques et dossiers iconographiques,.

### Militantisme féministe et spirituel
En 2008, le cardinal archevêque de Paris André Vingt-Trois déclare sur une émission de la Radio chrétienne francophone : « Le plus difficile, c'est d'avoir des femmes qui soient formées. Le tout n'est pas d'avoir une jupe, c'est d'avoir quelque chose dans la tête. » Elle porte plainte pour déclaration sexiste auprès de l'Officialité, le tribunal ecclésiastique, et crée avec Christine Pedotti le comité de la jupe pour lutter contre la discrimination à l’égard des femmes dans l’Église catholique,. En 2009, toujours avec Christine Pedotti, elle crée la conférence catholique des baptisé-e-s francophones afin de promouvoir une plus grande responsabilité de tous les baptisés au sein de l'Église,,,.
Le 9 mars 2013, dans le contexte de l'élection du successeur du pape Benoît XVI, le comité de la Jupe, dont elle est présidente, tient le premier Conclave féminin de l’histoire à Paris réunissant théologiennes et religieuses de terrain et dont le but affiché est d'entamer un processus de rupture de l'invisibilisation des femmes au sein des instituons et de permettre leur intégration dans le processus électif des hautes-sphères de l'Église catholique romaine. 
En 2010, elle publie avec Christine Pedotti Les pieds dans le bénitier, qui développe la question de la place des femmes dans l’Église catholique, particulièrement en France. Pour approfondir la question, elle livre son analyse des Écritures dans Dieu aime-t-il les femmes ? (Médiaspaul, 2012). Elle prétend que dans le premier chapitre de la Genèse, la femme et l’homme ont été simultanément créés par Dieu, ce qui signifierait leur égalité foncière dans l'ordre de la création. 
Puis, dans Douze femmes dans la vie de Jésus, elle dresse son tableau des relations entre Jésus Christ et les femmes ; la conclusion de cette enquête à travers les quatre évangiles est que Jésus considérait les femmes à l'égal des hommes, dans une logique plus fondamentale de refus de toute discrimination. Elle théorise alors que, si les femmes n’étaient pas discriminées par le Christ, c’est une Église masculine qui, au fil des siècles, particulièrement après la réforme grégorienne des XIe et XIIe siècles, a conduit à la sujétion des femmes et a organisé leur effacement des responsabilités dans le clergé. Anne Soupa plaide pour que les femmes puissent enrichir l’Église par leur contribution effective aux ministères de l’Église et aux décisions de gouvernance.
Anne Soupa a salué l’arrivée du pape François avec la publication de François, la divine surprise (Médiaspaul, février 2014).
En 2017, pour accompagner d’une voix catholique le 500e anniversaire de la Réforme, elle écrit : Le jour où Luther a dit non, (Salvator, mars 2017), roman historique centré sur la rupture irrémédiable entre Luther et Le Vatican.
En mars 2018, elle publie Judas, le coupable idéal, chez Albin Michel, une enquête biblique autour de la figure du "plus grand réprouvé de l’histoire occidentale", Judas.
Avec le comité de la jupe et la conférence catholique des baptisé-e-s francophones, elle poursuit son combat pour faire aux femmes une juste place dans le fonctionnement et la culture de l'Église catholique,,,, notamment en développant une critique intellectuelle des discours ecclésiastiques sur "la Femme", qu'elle analyse comme à la fois idéalisant et concrètement discriminant, comme dans la "théologie du corps" de Jean-Paul II.
Le 21 mai 2020, elle fait savoir qu'elle propose sa candidature à la charge pastorale du diocèse de Lyon}, en s'appuyant sur le souhait du Pape François de différencier les fonctions de gouvernance dans l'Église, qui pourraient être accessibles à tous, y compris aux femmes, et le ministère sacerdotal ou épiscopal. Elle explique sa démarche par la volonté de repenser la place de la femme dans l'Église et de combattre les différentes affaires de pédophilie dans l'Église, à la suite des affaires Preynat et Barbarin à Lyon. 
Ce geste suscite de nombreuses et diverses réactions,, et un grand intérêt,,,, y compris dans la presse internationale,,,. Certains membres de la communauté catholique y voient une visée symbolique, ainsi qu'un souhait de mettre en évidence la relégation des femmes en position de subordination dans le fonctionnement de l'institution catholique. Cependant, la frange conservatrice du monde catholique s'est indignée de cet événement, et de vives réactions ont été émises,. Dans un autre sens, de nombreuses approbations, des milliers de signatures d'un texte de soutien et plus encore des réactions soulignant l'intérêt de la démarche,,. Cette initiative est aussi soutenue par d'autres groupes chrétiens, comme le Groupe Orsay, un collectif féministe protestant, voire en dehors des milieux religieux,,.

## Publications

### Ouvrages
- avec Marie-Michèle Bourra, Faut-il croire au diable ?, Paris, Bayard-Centurion, février 1995, 181 p. (ISBN 978-2-227-36243-7)
- Pâques, art du passage, Paris, Les Éditions du Cerf, mars 2009, 86 p. (ISBN 978-2-204-08909-8)
- avec Christine Pedotti, Les Pieds dans le bénitier, Paris, Presses de la Renaissance, 2011, 269 p. (ISBN 978-2-7509-0627-6)
- Dieu aime-t-il les femmes ?, Paris, Médiaspaul, septembre 2012, 142 p. (ISBN 978-2-7122-1248-3)
- François, la divine surprise, Paris, Médiaspaul, 2014, 134 p. (ISBN 978-2-7122-1315-2)
- Douze femmes dans la vie de Jésus, Paris, Salvator, 2014, 234 p. (ISBN 978-2-7067-1090-2, BNF 43750710)
- avec André Gouzes, L'ange de la force au chevet de l'amour ?, Paris, Bayard, 2016, 280 p. (ISBN 978-2-227-48860-1)
- Le jour où Luther a dit non, Paris, Salvator, 2017, 224 p. (ISBN 978-2-7067-1505-1)
- Judas, le coupable idéal, Albin Michel, 2018 (ISBN 978-2-226-42967-4)
- Consoler les catholiques, Paris, Salvator, 2019, 123 p. (ISBN 978-2-7067-1806-9)
- Pour l'amour de Dieu, Paris, Albin Michel, 2021, 224 p. (ISBN 2226458735)
- avec Sylvaine Landrivon, Marie telle que vous ne l’avez jamais vue, Paris, Salvator, 2024  (ISBN 978-2-7067-2736-8)

### Articles
- « Moïse tiré des eaux », La Vie spirituelle, no 760,‎ septembre 2005
- « Du Dieu qui vient à demeure : commentaire d'Exode 40 », La Vie spirituelle, no 764,‎ mai 2006
- « La merveille du psaume 139 », La Vie spirituelle, no 777,‎ juillet 2008
- « Femmes, soyez soumises ! : commentaire d'Éphésiens 5 », La Vie spirituelle, no 788,‎ mai 2010
- « Pouvoir et service dans l'Église », Esprit & Vie, no 237,‎ juillet 2011
- « L’ordination des femmes est-elle une bonne cause ? », Revue italienne Esodo,‎ octobre-décembre 2017 (lire en ligne).
- « Pour une Église du débat », in Vox populi, vox Dei ?, Médiaspaul,‎ 2016
- Y-a-t-il un catho dans la salle ?, Bayard, avril 2017, p. 13-24 ; 32-36contribution à un collectif